# Concurso Nacional de Belleza Ecuador
Concurso Nacional de Belleza Ecuador es un concurso de belleza nacional que se lleva a cabo anualmente en Ecuador. Inicialmente, el concurso fue nombrado Miss Mundo Ecuador en 2013 hasta 2020 cuando pasó a llamarse Concurso Nacional de Belleza Ecuador. Las portadoras titulares ostentan su representación por aproximadamente un año, durante el cual recorren todo el país apoyando diferentes fundaciones, proyectos, organizaciones y eventos para la construcción y el desarrollo social a nivel nacional.

## Historia
Ecuador ha competido desde 1960 en ocasiones a través del concurso Miss Ecuador el cual tuvo los derechos hasta 1988, en 1989 canal Telecentro tuvo los derechos, luego organizó 2 ediciones en 1991 & 1992 el certamen Miss Mundo Ecuador, y de 1993 a 1997 mediante casting eligieron a la representante ecuatoriana a Miss Mundo, la franquicia volvió a manos de Miss Ecuador desde 1998 hasta 2012.
A partir de 2013 el empresario Julián Pico adquirió los derechos de enviar a la representante ecuatoriana al concurso internacional a través de un nuevo certamen nacional que se llamaría Miss World Ecuador  y que se realizaría anualmente .
Actualmente la empresa propietaria del certamen es REINART - Escuela de Reinas cuyos directores son Tahíz Panus y Miguel Panus quienes tomaron las riendas del concurso a partir de 2017. La primera ganadora electa por la nueva Organización fue Laritza Párraga de la provincia de Santo Domingo de los Tsáchilas en 2013.
Las representantes de las provincias, ciudades y desde 2019 de las comunidades ecuatorianas en el exterior compiten anualmente por el título del CNB Ecuador. CNB Ecuador se diferencia de las otras organizaciones del país debido a que su método de selección de candidatas varían anualmente. CNB Ecuador tiene directores provinciales en diferentes puntos del país, quienes muchas veces hacen casting provincial y a dedo se elige a la ganadora provincial, otros prefieren hacer una pequeña preliminar y se designa a la ganadora y últimamente los directores del CNB Ecuador han optado por hacer el casting Nacional ellos mismos haciendo un llamado a todas las chicas del país, después se les asigna una banda por provincia o ciudad de las cuales no todas son de la provincia asignada y otras si tienen el origen de la provincia asignada. Desde el 2017 CNB Ecuador no permite que una provincia o comunidad sea representada por más de dos delegadas ya que la finalidad es que las 24 provincias puedan estar presentes. Las principales ganadoras obtienen el derecho a participar en los certámenes de belleza más importantes a nivel mundial como Miss Universo y Miss Mundo, a partir de 2018 las finalistas son enviadas a varios concursos internacionales como Miss Supranacional y Miss Grand Internacional. En 2018 y 2019 se obtienen las franquicias y el derecho para elegir y enviar a los representantes ecuatorianos a los certámenes de Mister World. Hasta 2024 se conservó las franquicias para las representaciones nacionales a los certámenes de Miss Intercontinental, Top Model of the World y Miss Multinacional. Al obtener los derechos de representación de la mayoría de certámenes de belleza internacionales, la Organización decide cambiar su nombre a CNB Concurso Nacional de Belleza Ecuador a partir de 2020.

## Portadoras titulares CNB Ecuador 2024 - 2025
Las portadoras de los diferentes títulos que otorga la Organización CNB Ecuador como representantes nacionales en los más importantes certámenes de belleza para el periodo 2024 - 2025 son: 
| Portadoras de los principales títulos del CNB Ecuador 2024 - 2025 | Portadoras de los principales títulos del CNB Ecuador 2024 - 2025 | Portadoras de los principales títulos del CNB Ecuador 2024 - 2025 | Portadoras de los principales títulos del CNB Ecuador 2024 - 2025 | Portadoras de los principales títulos del CNB Ecuador 2024 - 2025 |
| CNB Ecuador Universo                                              | CNB Ecuador Mundo                                                 | CNB Ecuador Supranacional                                         | CNB Ecuador Grand                                                 | CNB Ecuador Universal Woman                                       |
| ----------------------------------------------------------------- | ----------------------------------------------------------------- | ----------------------------------------------------------------- | ----------------------------------------------------------------- | ----------------------------------------------------------------- |
| Comunidad Ecuatoriana en USA Nadia Grace Mejía                    | Santo Domingo de los Tsáchilas Sandra Alvarado Cobeña             | Tungurahua Ana Isabel Cobo                                        | Distrito Metropolitano de Quito Samantha Quenedit Sánchez         | Manabí Katty López España                                         |

## Ganadoras del Certamen
Simbología
- La concursante ganó el certamen.
- La concursante fue finalista.
- La concursante fue semifinalista.
- La concursante fue cuartofinalista.

### Miss Universo
Desde 2024 el CNB Ecuador obtuvo la franquicia del certamen de Miss Universo, a través de su directora Thaiz Panus y con ello el derecho de elegir a la representante ecuatoriana hacia el concurso de belleza. Anteriormente la Organización Miss Ecuador fue la encargada de enviar a la delegada nacional de 1955 a 2023, no obstante la organización decidió retirarse al no renovar los derechos de representación ante el grupo JKN Global Group Public Company Limited como nuevos propietarios de dicha competición.
| Año                   | Candidata                  | Representación               | Ciudad Natal | Posición | Reconocimiento(s) Especial(es) |
| --------------------- | -------------------------- | ---------------------------- | ------------ | -------- | ------------------------------ |
| Miss Universe Ecuador |                            |                              |              |          |                                |
| 2024                  | Mara Štefica Topić Verduga | Guayaquil                    | Los Ángeles  | Top 30   |                                |
| 2025                  | Nadia Grace Mejía Eicher   | Comunidad Ecuatoriana en USA | Los Ángeles  | TBD      |                                |

### Miss Mundo
Desde 2013 se han elegido 10 ganadoras del título Miss World Ecuador o CNB Ecuador Mundo. La Organización Miss Ecuador fue la encargada de enviar a la representante nacional de 1960 a 2012. Usualmente, la virreina o primera finalista asumía el título y sus responsabilidades.
| Año                | Candidata                         | Representación                 | Ciudad Natal  | Posición | Reconocimiento(s) Especial(es)                                                                               |
| ------------------ | --------------------------------- | ------------------------------ | ------------- | -------- | --- |
| Miss Mundo Ecuador |                                   |                                |               |          | |
| 2013               | Laritza Libeth Párraga Arteaga    | Santo Domingo de los Tsáchilas | Santo Domingo |          | - Top 32 - Miss Belleza de Playa                                                                             |
| 2014               | Virginia Stephanie Limongi Silva  | Portoviejo                     | Portoviejo    |          | - Top 29 - Miss Deportes                                                                                     |
| 2015               | Maria Camila Marañón Solórzano    | Manabí                         | Chone         | Top 20   | - Top 10 - Belleza con un Propósito - Top 10 - Miss Mundo People's Choice Awards - Top 20 - Mejor entrevista |
| 2016               | Mirka Paola Cabrera Mazzini       | El Oro                         | Machala       |          | - Top 21 - Miss Talento                                                                                      |
| 2017               | Romina Zeballos Avellán           | Guayas                         | Guayaquil     |          | |
| 2018               | Shirley Nicol Ocles Congo         | Imbabura                       | Pimampiro     |          | - Top 24 - Miss Deportes - Top 30 - Danzas del Mundo                                                         |
| 2019               | María Auxiliadora Idrovo Quintana | New Model Magazine             | Playas        |          | - Top 30 - Belleza con un Propósito                                                                          |
| 2021               | Ámar Silvana Pacheco Ibarra       | Guayaquil                      | Guayaquil     | Top 40   | - Top 27 - Miss Talento - Top 28 - Belleza con un Propósito                                                  |
| 2023               | Annie Cecilia Zambrano Campoverde | Santa Elena                    | Salinas       |          | |
| 2025               | Sandra Mariela Alvarado Cobeña    | Santo Domingo de los Tsáchilas | Santo Domingo |          | |

### Miss Supranacional
A partir de 2018 la Organización designa a la primera finalista del certamen nacional y esta obtiene el título de Miss Supranacional Ecuador o CNB Ecuador Supranational y el derecho de representar a Ecuador en el certamen de Miss Supranacional.
| Año                        | Candidata                        | Representación               | Ciudad Natal | Posición                | Reconocimiento(s) Especial(es)                             |
| -------------------------- | -------------------------------- | ---------------------------- | ------------ | ----------------------- | ---------------------------------------------------------- |
| Miss Supranacional Ecuador |                                  |                              |              |                         |                                                            |
| 2018                       | Carla Daniela Prado Thoret       | Guayas                       | Guayaquil    | 26° lugar               | - Top 16 - Belleza de Pieza Joyera                         |
| 2019                       | María Fernanda Yépez Montesdeoca | Manabí                       | Quito        |                         | - Top 16 - Supra Influencer 1                              |
| 2021                       | Justeen Amberth Cruz Lara        | Comunidad Ecuatoriana en USA | Newark       | 16° lugar               | - Top 15 - Supra Influencer 1 - Top 3 Supra Chat - Grupo 2 |
| 2022                       | Valery Romina Carabalí Medina    | Región Costa                 | Guayaquil    | 14° lugar               | - Top 15 Miss Elegancia - Top 10 Reto Influencer           |
| 2023                       | Andrea Victoria Aguilera Paredes | Los Ríos                     | Ventanas     | Miss Supranacional 2023 |                                                            |
| 2024                       | Doménica Angelina Alessi Vega    | Pichincha                    | Quito        |                         |                                                            |
| 2025                       | Ana Isabel Cobo Vásquez          | Tungurahua                   | Ambato       |                         |                                                            |

### Miss Grand Internacional
A partir de 2019 la Organización designa a la tercera finalista del certamen nacional y esta obtiene el título de Miss Grand Ecuador o CNB Ecuador Grand y el derecho de representar a Ecuador en el certamen de Miss Grand Internacional.
| Año                | Candidata                         | Representación                  | Ciudad Natal | Posición          | Reconocimiento(s) Especial(es) |
| ------------------ | --------------------------------- | ------------------------------- | ------------ | ----------------- | --- |
| Miss Grand Ecuador |                                   |                                 |              |                   | |
| 2019               | Mara Štefica Topić Verduga        | Comunidad Ecuatoriana en USA    | Los Ángeles  | Top 10            | - Mejor Traje Nacional - Ganadora - Coronas Honorables de George Wittels - Top 10 - Votaciones Pre-Arribo                                 |
| 2020               | Lisseth Estefanía Naranjo Goya(*) | Azuay                           | Cuenca       | Renunció          | |
| 2020               | Sonia Augusta Luna Menéndez       | Guayas                          | Guayaquil    |                   | - Top 5 - Votaciones Pre-Arribo - Embajadora de la marca perfume MGI - Top 5 - Reina con la corona dorada - Top 10 - Mejor Traje Nacional |
| 2021               | Andrea Victoria Aguilera Paredes  | Los Ríos                        | Ventanas     | Primera Finalista | - Top 10 - Mejor en Traje de Noche - Top 10 - Votaciones Pre-Arribo - Top 3 - Lotería Gobierno de Tailandia                               |
| 2022               | María Emilia Vásquez Larrea (*)   | Pichincha                       | Quito        | Renunció          | |
| 2022               | Lisseth Estefanía Naranjo Goya    | Azuay                           | Cuenca       |                   | - Top 11 Votaciones Pre-Arribo |
| 2023               | Véronique Michielsen Marcillo(*)  | Comunidad Europea               | Amberes      | Renunció          | |
| 2023               | Andrea Cecilia Ojeda Fernández    | Guayas                          | Guayaquil    |                   | - Top 20 - Mejor Traje Nacional |
| 2024               | María José Vera Bone              | Los Ríos                        | Valencia     |                   | - Mejor Traje Nacional |
| 2025               | Samantha Quenedit Sánchez         | Distrito Metropolitano de Quito | Quito        | TBD               | |

- Lisseth Naranjo renunció a su título por motivos personales. La Organización designó a Sonia Luna como la nueva representante al certamen internacional*.
- Emilia Vásquez fue despojada de su título por razones de ambas partes. La Organización se decidió por Lisseth Naranjo ya que era la Ex Titular de dicho título, por el cual no pudo concluir con éxito en su periodo*
- Véronique Michielsen fue despojada de su título. La Organización designó a Andrea Ojeda, quien fue Primera Finalista del certamen nacional como representante al certamen internacional*.

### Universal Woman
Desde 2023 la Organización designa mediante casting a la representante nacional y ésta obtiene el título de Universal Woman Ecuador y el derecho de representar a Ecuador en el certamen de Universal Woman.
| Año                     | Candidata                        | Representación | Ciudad Natal | Posición          | Reconocimiento(s) Especial(es) |
| ----------------------- | -------------------------------- | -------------- | ------------ | ----------------- | ------------------------------ |
| Universal Woman Ecuador |                                  |                |              |                   |                                |
| 2023                    | Michelle Nathalie Huet Rodríguez | Guayaquil      | Guayaquil    | Top 10            |                                |
| 2025                    | Katheryne Eliana López España    | Manabí         | Pedernales   | Tercera Finalista | - Carolina London Award        |

### Mister World
A partir de 2018 la Organización designa mediante casting al representante nacional y éste obtiene el título de Mister World Ecuador y el derecho de representar por primera ocasión a Ecuador en el certamen de Mister World, marcando el debut nacional en concursos de belleza masculinos a nivel internacional.
| Año                  | Candidato                   | Representación | Ciudad natal | Posición | Reconocimiento(s) Especial(es) |
| -------------------- | --------------------------- | -------------- | ------------ | -------- | ------------------------------ |
| Mister World Ecuador |                             |                |              |          |                                |
| 2019                 | Daniel Andrés Vallejo Aráuz | Manabí         | Manta        |          | - Top 26 - Mister Deportes     |
| 2024                 | Antonio Andrés Pincay Borja | Guayas         | Guayaquil    |          | - Top 36 - Talento             |

### Miss Intercontinental
Desde 2018 hasta 2021 la Organización designaba a una candidata finalista del certamen nacional recibiendo el título de Miss Intercontinental Ecuador o CNB Ecuador Intercontinental obteniendo así el derecho de representar a Ecuador en el certamen de Miss Intercontinental.
| Año                           | Candidata                      | Representación                 | Ciudad Natal  | Posición | Reconocimiento(s) Especial(es) |
| ----------------------------- | ------------------------------ | ------------------------------ | ------------- | -------- | ------------------------------ |
| Miss Intercontinental Ecuador |                                |                                |               |          |                                |
| 2018                          | Nina Suleyka Solórzano Caicedo | Manabí                         | Portoviejo    | Top 20   |                                |
| 2019                          | Camila Dayana Valencia Andrade | Santo Domingo de los Tsáchilas | Santo Domingo |          |                                |
| 2020                          | Paola Belén Zamora Macías      | Guayas                         | Guayaquil     |          |                                |

### Miss Multinacional
En 2019 la Organización designó a una candidata del certamen nacional concediendo el título de Miss Multinacional Ecuador o CNB Ecuador Multinacional y el derecho de representar a Ecuador en el certamen de Miss Multinacional, sin embargo el concurso no fue realizado, por este motivo la Organización decidió no renovar la franquicia.
| Año                        | Candidata                        | Representación | Ciudad Natal | Posición              | Reconocimiento(s) Especial(es) |
| -------------------------- | -------------------------------- | -------------- | ------------ | --------------------- | ------------------------------ |
| Miss Multinacional Ecuador |                                  |                |              |                       |                                |
| 2020                       | Samantha Carolina Orellana López | Pichincha      | Cuenca       | Certamen no realizado |                                |

### Top Model of the World
Desde 2016 hasta 2019 la Organización designaba a una candidata del certamen nacional concediendo el título de Top Model del Ecuador y el derecho de representar a Ecuador en el certamen de Top Model of the World.
| Año                   | Candidata                        | Representación | Ciudad Natal | Posición   | Reconocimiento(s) Especial(es) |
| --------------------- | -------------------------------- | -------------- | ------------ | ---------- | ------------------------------ |
| Top Model del Ecuador |                                  |                |              |            |                                |
| 2016                  | Virginia Stephanie Limongi Silva | Portoviejo     | Portoviejo   | Top 15     | - Top Model Fotogénica         |
| 2019                  | Shirley Nicol Ocles Congo        | Imbabura       | Pimampiro    | No Asistió |                                |